# Cladosporium orchidearum
Cladosporium orchidearum är en svampart som beskrevs av Cooke & Massee 1888. Cladosporium orchidearum ingår i släktet Cladosporium och familjen Davidiellaceae.   Inga underarter finns listade i Catalogue of Life.